# Марк Фабій Кальвус
Марк Фа́бій Ка́львус (також Марко Фабіо Кальво, лат. Marcus Fabius Calvus, італ. Marco Fabio Calvo; близько 1450, Равенна — 1527, Рим) — італійський гуманіст і перекладач доби Відродження. Вперше переклав Корпус Гіппократа із давньогрецької на латину (переклад завершено 1514 і видано 1525 року в Римі з присвятою папі Клименту VII). Також на прохання Рафаеля переклав з латини простонародною італійською мовою трактат Вітрувія «Десять книг про архітектуру» (повний переклад закінчено в листопаді 1516 року). Крім медицини та архітектури Кальвус цікавився також і нумізматикою.
1527 року під час пограбування Рима Фабіо Кальво викрали та побили солдати. Він, будучи вже похилого віку і поганого стану здоров'я, помер незабаром після цього інциденту від наслідків побиття.